# Línea 2 (Tranvía de Tenerife)
La línea 2 del Tranvía de Tenerife (Canarias, España), que se inauguró el 30 de mayo de 2009, discurre entre las paradas cabeceras de La Cuesta y Tíncer, con un total de seis paradas con andenes de cuarenta metros en un recorrido de 3,6 km. Casi la totalidad de la línea discurre por el municipio de San Cristóbal de La Laguna hasta su entrada final en el municipio de Santa Cruz de Tenerife por el barrio de Tíncer.
Al igual que ocurre con la línea 1, su trazado es un itinerario exclusivo para el tranvía en el que el tráfico rodado no podrá interferir en ningún momento. 
El material móvil lo componen los trenes ligeros (tranvías) modelo Citadis de Alstom, entre cuyas características se puede destacar su piso bajo 100%, una velocidad máxima de 70 km/h y la alimentación por catenaria aérea a 750 V a corriente continua. Circulan por la derecha en composiciones de cinco módulos.

## Historia
El tranvía moderno en Tenerife se inauguró el 2 de junio de 2007, con una primera línea que une el Intercambiador de Transportes de Santa Cruz de Tenerife con la avenida de La Trinidad de La Laguna.
La construcción de la línea 2 se inició en febrero de 2008 y las obras consistieron en la ejecución de dos ramales a la ya existente línea 1: uno hacia La Cuesta, de 1.029 m, y otro hacia Tíncer de 1.206 m. El resto del trazado (1.440 m) pertenece al tramo que comparte con la línea 1, entre Taco y la rotonda de Las Mantecas, donde ambas líneas comparten las paradas de El Cardonal y Hospital Universitario.
Aparte de la ejecución de la plataforma tranviaria, las obras supusieron la urbanización de acera a acera las zonas por las que pasa la línea, además de la renovación de diferentes servicios del subsuelo.

## Recorrido
La línea parte de La Cuesta, en el mismo punto donde nace la Carretera General La Cuesta-Taco, hasta llegar a la rotonda de Las Mantecas, pasando bajo ella, donde enlaza con la línea 1 compartiendo un trazado de casi 1,5 km y dos paradas de trasbordo. Una vez llega a Taco y superada la rotonda donde finaliza la Carretera General del Rosario inicia el ascenso hacia el barrio de Tíncer donde finaliza el recorrido en la calle Las Loas y vuelve a ir a [La Cuesta]

## Ampliaciones
El Cabildo insular y Metropolitano de Tenerife tienen previsto llevar la línea hasta La Gallega (barrio del Distrito Suroeste de Santa Cruz) para dar cobertura a mayor población.
Está previsto la ampliación de la línea hasta La Gallega (barrio del Distrito Suroeste de Santa Cruz). Este proyecto ha generado confrontación vecinal entre los que están a favor de que el tranvía pase por la Avenida de los Majuelos (respaldado por el Cabildo y por gran parte de los técnicos) y los que están a favor de que pase por la Avenida de Las Hespérides (respaldado por el Ayuntamiento de Santa Cruz y gran parte de los comerciantes de la Avenida de los Majuelos). 
El proyecto principal (por la Avenida los Majuelos), añadiría cuatro nuevas paradas: Muñeco de Nieve, El Sobradillo, Barranco Grande y La Gallega. Los proyectos alternativos seguirían mayoritariamente manteniendo las paradas en los barrios anteriormente mencionados.
Con la llegada de Patricia Hernández Gutiérrez al ayuntamiento de Santa Cruz de Tenerife, el Ayuntamiento de Santa Cruz de Tenerife reafirma su posición sobre que el tranvía pase por la Avenida de Las Hespérides; mientras que el Cabildo Insular de Tenerife, presidido actualmente por Carlos Alonso a esperas de una moción de censura protagonizada por el PSOE, sigue apoyando su paso por la avenida de Los Majuelos.
Al mismo tiempo han surgido manifestaciones en contra de la ampliación por Los Majuelos y plataformas vecinales a favor de la ampliación por Los Majuelos.